# Луций Атилий Луск
Луций Атилий Луск (на латински: Lucius Atilius Luscus) e политик на ранната Римска република.
Произлиза от фамилията Атилии.
През 444 пр.н.е. той е консулски военен трибун с още двама други колеги Тит Клелий Сикул и Авъл Семпроний Атрацин.  След тяхното напускане след три месеца, изглежда по религиозни причини или грешен избор, консули стават Луций Папирий Мугилан и Луций Семпроний Атрацин.